# Narage
Narage (auch Gipps Island, Naraga, Narega, Narraga, Narrage, Nord Island oder North Island) ist eine Vulkaninsel im Bismarck-Archipel nördlich von Neubritannien. Sie ist Teil der Provinz West New Britain des Staates Papua-Neuguinea. Narage ist die nördlichste Insel der Vitu-Inseln (auch Witu-Inseln).
Die Insel mit einer Fläche von 1,43 km² ist der bewaldete, 307 Meter hohe Gipfel eines Schichtvulkans, der im Pleistozän entstand. Die Insel ist von einem Korallenriff umgeben, das sich in 200 bis 400 Meter Abstand zur Küste befindet. Wissenschaftlich gesicherte Kenntnisse über Vulkanausbrüche liegen nicht vor. An der Südwest- und Südostküste der Insel befinden sich mehrere kochend heiße Quellen sowie ein Geysir, der 1880 eine Wurfhöhe von zehn Metern erreicht haben soll. 1970 brach der Geysir alle zwei bis drei Minuten für 20 bis 30 Sekunden aus und erreichte eine Höhe von einem Meter. Ein weiterer Geysir mit einer Wurfhöhe von 45 Metern soll Anfang der 1860er Jahre auf einer Sandbank acht Kilometer nordwestlich von Narage beobachtet worden sein.
Aus europäischer Sicht wurde Narage 1793 durch den französischen Seefahrer Joseph Bruny d’Entrecasteaux entdeckt. Von 1899 bis 1914 gehörte die Insel zur Kolonie Deutsch-Neuguinea. Einer amerikanischen Armeekarte mit Kartenbasis von 1942 zufolge bestand im Norden der Insel eine Handelsstation. Nach Angaben des australischen Filmproduzenten John Seach nutzten Bewohner die Fumarolen der Insel zum Kochen. Eine detaillierte Karte von 1944 merkt zu Narage an, dass die Insel keine einheimische Bevölkerung aufweist und dass die kleine Kokosnussplantation an der Nordküste überwuchert ist.